# 九木神社樹叢

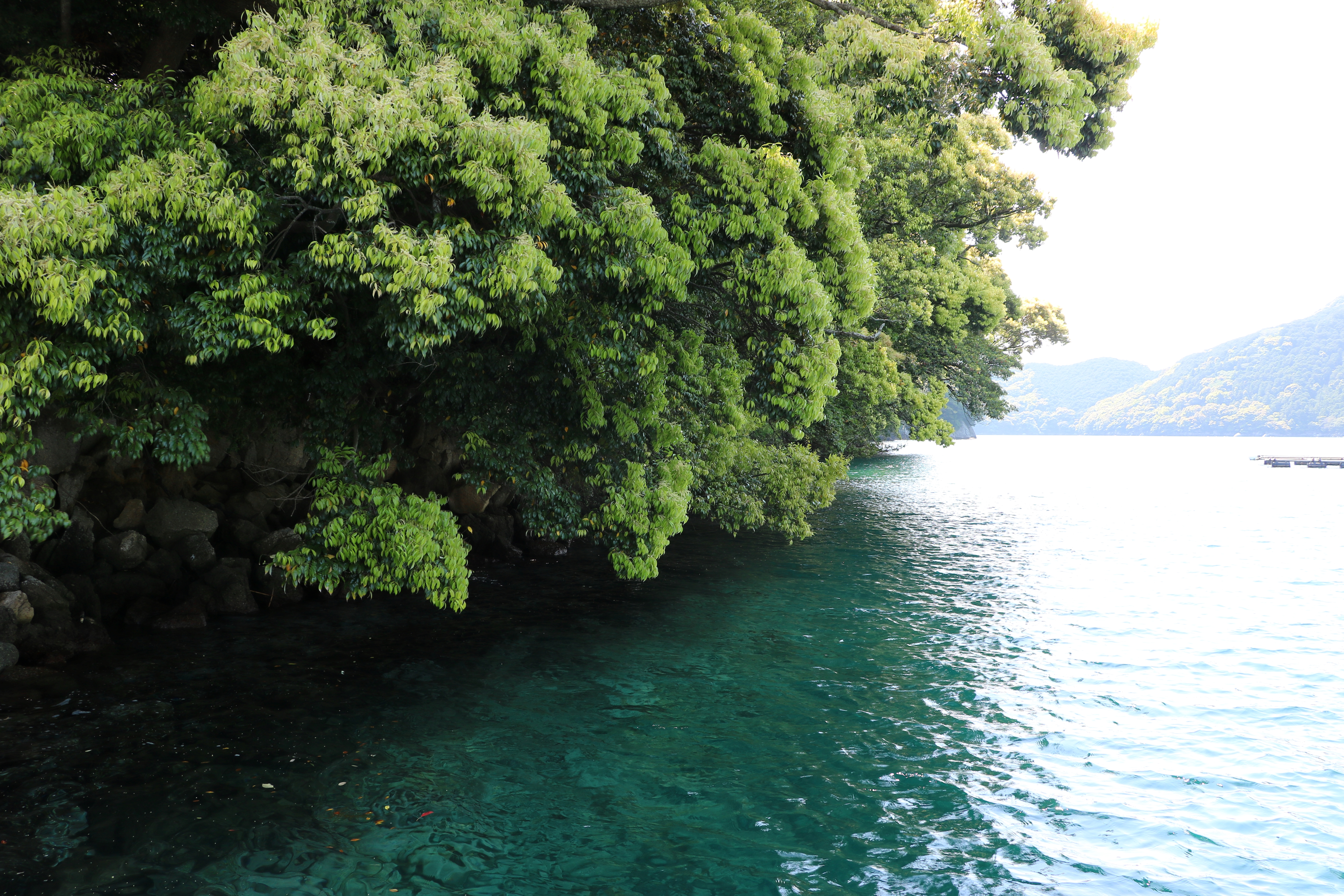
九木神社樹叢。海面にせり出して繁茂する。2023年5月11日撮影。

九木神社樹叢（くきじんじゃじゅそう）は、三重県尾鷲市九鬼町に鎮座する九木神社の境内にある暖地性樹種に覆われた緑豊かな樹叢で、境内全域の植物相が国の天然記念物に指定されている。
尾鷲の南方にある九鬼湾に突き出した小さな岬の上に所在し、古くから九木神社の社叢としてだけでなく、九鬼地区の漁師の間で魚つき林としても手厚く保護されてきた。この樹叢の特筆すべき点は、ヘゴ属のクサマルハチが本州で最初に発見された場所であることで、一帯にはリュウビンタイなど希少なシダ植物をはじめ様々な亜熱帯性植物が生育している。うっそうとした深緑の木々が海岸の縁まで生い茂り、深い入り江の波静かな藍色の海面に映えて爽快な景観を呈し、植物分布地理上重要な地域かつ典型的な海岸暖地性の原生林であることから、1937年（昭和12年）4月17日に国の天然記念物に指定された。

## 解説
三重県南部の尾鷲市は紀伊半島東岸の熊野灘に面しており、黒潮に洗われる大小多数の入り江や岬が連続するリアス式海岸の複雑な海岸線が続いている。本記事で解説する九木神社樹叢も、入り江状に深く切れ込んだ波静かな天然の良港九鬼湾の北岸に所在する。国の天然記念物に指定されている樹叢は、九木漁港の東側に接した小高い場所に鎮座する九木神社の境内で、指定地は九鬼湾へ南面して半島状に突出した面積3.5 haの範囲である。
樹叢を構成する主な樹種は樹高15メートルから18メートル程のスダジイであり、九鬼港に面した鳥居から社殿へ続く石段の両側には、ウバメガシ、ホルトノキ、オガタマノキ、タブノキ、イスノキなど多様な暖地性高木が密生している。樹幹にはオオバヤドリギ、ムギラン、フウランといった寄生植物や着生植物が多く見られ、樹下にはイズセンリョウ、アリドオシ、ルリミノキなどの灌木があり、ほとんどが暖地性植物で占められている。
この樹叢の特徴は樹陰に見られるオシダ科のハシゴシダや、ワラビ属のヤワラハチジョウシダといった日本国内では自生北限のシダ植物が生育している点で、特にヘゴ属のクサマルハチ Cyathea hancockii Copel. が本州で最初に発見された場所として知られる。クサマルハチは木性シダとも呼ばれるヘゴ属の中では小型のもので、日本国内で最初に発見された高知県四万十市の曽我神社境内の自生地は「八束（やつか）のクサマルハチ自生地」として1928年（昭和3年）に国の天然記念物に指定されている。本州では三重県天然記念物調査委員の服部哲太郎により、ここ九木神社の樹叢調査中の大正15年に最初に発見された。
天然記念物指定に先立ち植物学者の三好学による現地調査が1936年（昭和11年）6月15日に行われたが、当時の紀伊半島東岸を南下する鉄道は尾鷲駅が終点であったため、三好は尾鷲港より発動機船を利用し、海上3里、海路を約1時間をかけて九鬼の港へ赴いている。三好の調査では前述した暖地性植物が多数確認され報告書へ記載されたが、やはりクサマルハチの特筆性を指摘しており報告書では天然記念物指定の必要性を次のように記述している。
| 「                                                                 | 九木神社樹叢は暖地性樹種に富み、殊にクサマルハチの如き珍奇羊歯を産するの點に於て天然紀念物として保存されるべきものと思慮す。 | 」 |
| —三好学（『天然紀念物調査報告. 植物之部 第十七輯』文部省編）1937年 | |    |

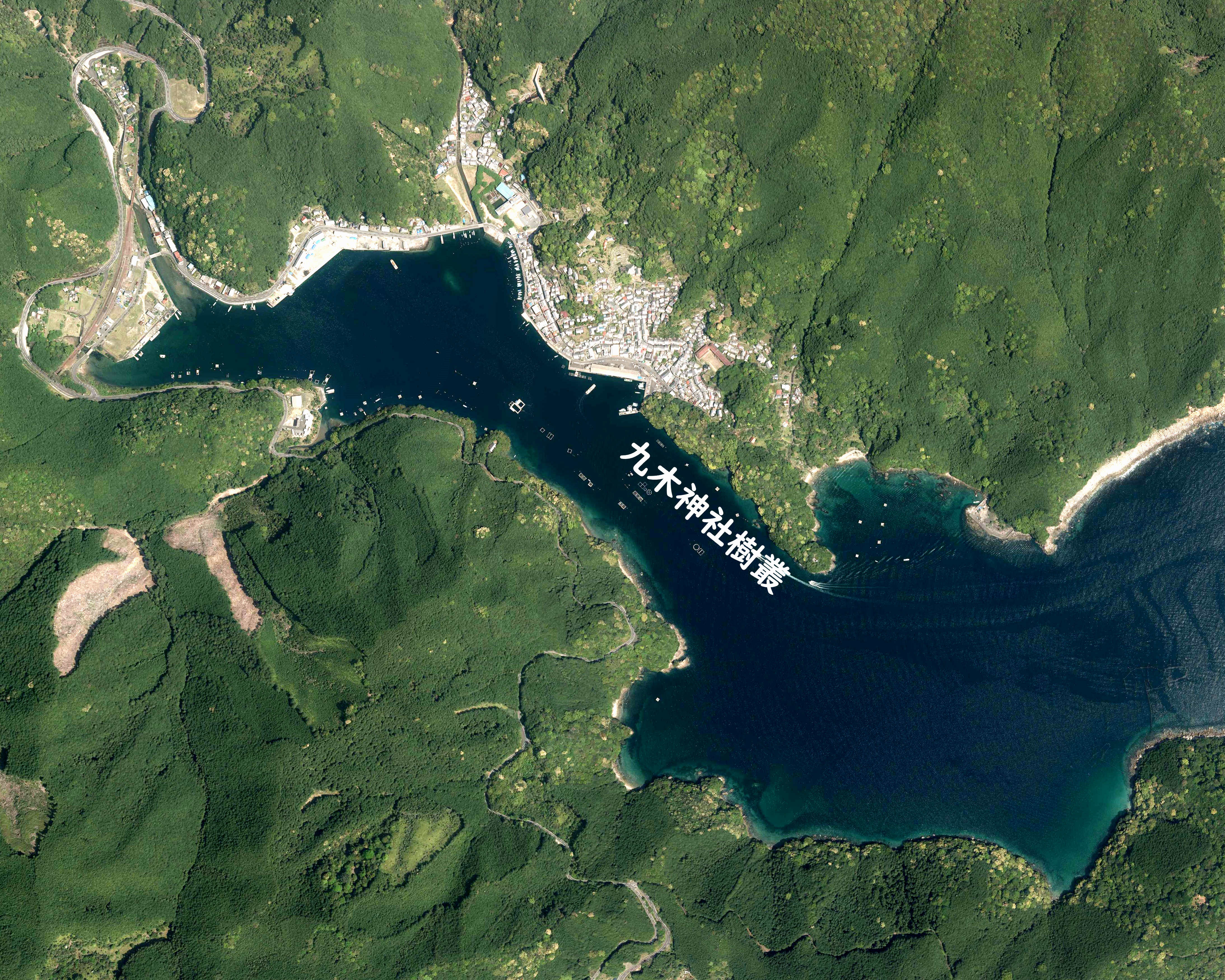
九鬼湾周辺の空中写真。九鬼湾北岸中央部付近に九木神社樹叢がある。モコモコとした渋い色の木々は開花中のスダジイ。ほとんど常緑樹で占められていることが分かる。。2017年4月30日撮影の3枚を合成作成。

三好は文末で「ちなみに記す」と断り書きをした上で、近頃クサマルハチの濫採されているようで株数が減少しているようだと懸念しており、これらの希少なシダ植物の繁殖には神社樹叢内の天然状態を維持することが必要であると述べ、今後は樹叢内へみだりに入ることはもちろん、下草の除去などもふくめ一切の人為的作用を避け、自然のあるままに放置することをよしとする旨を記している。

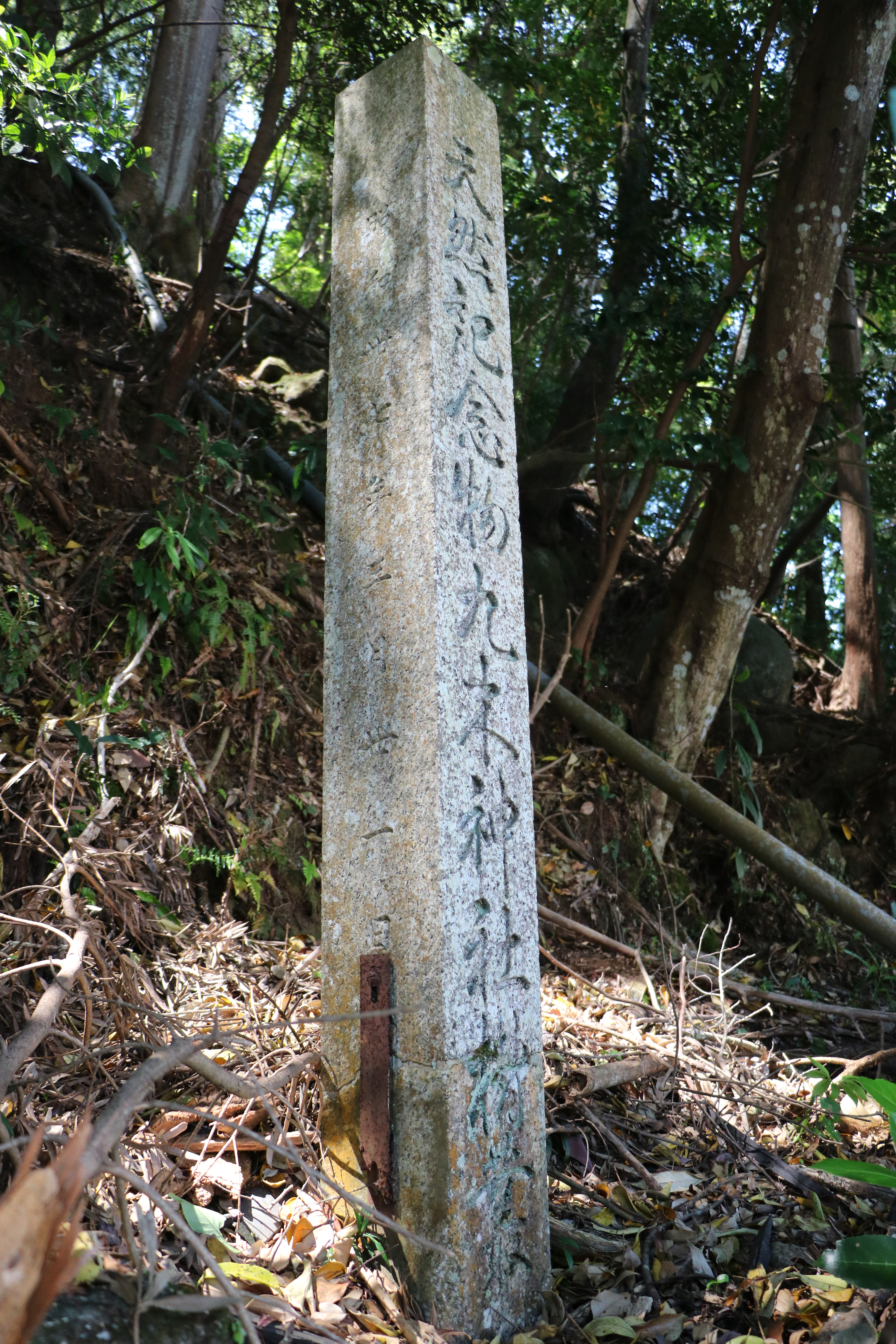
国指定天然記念物指定石碑。
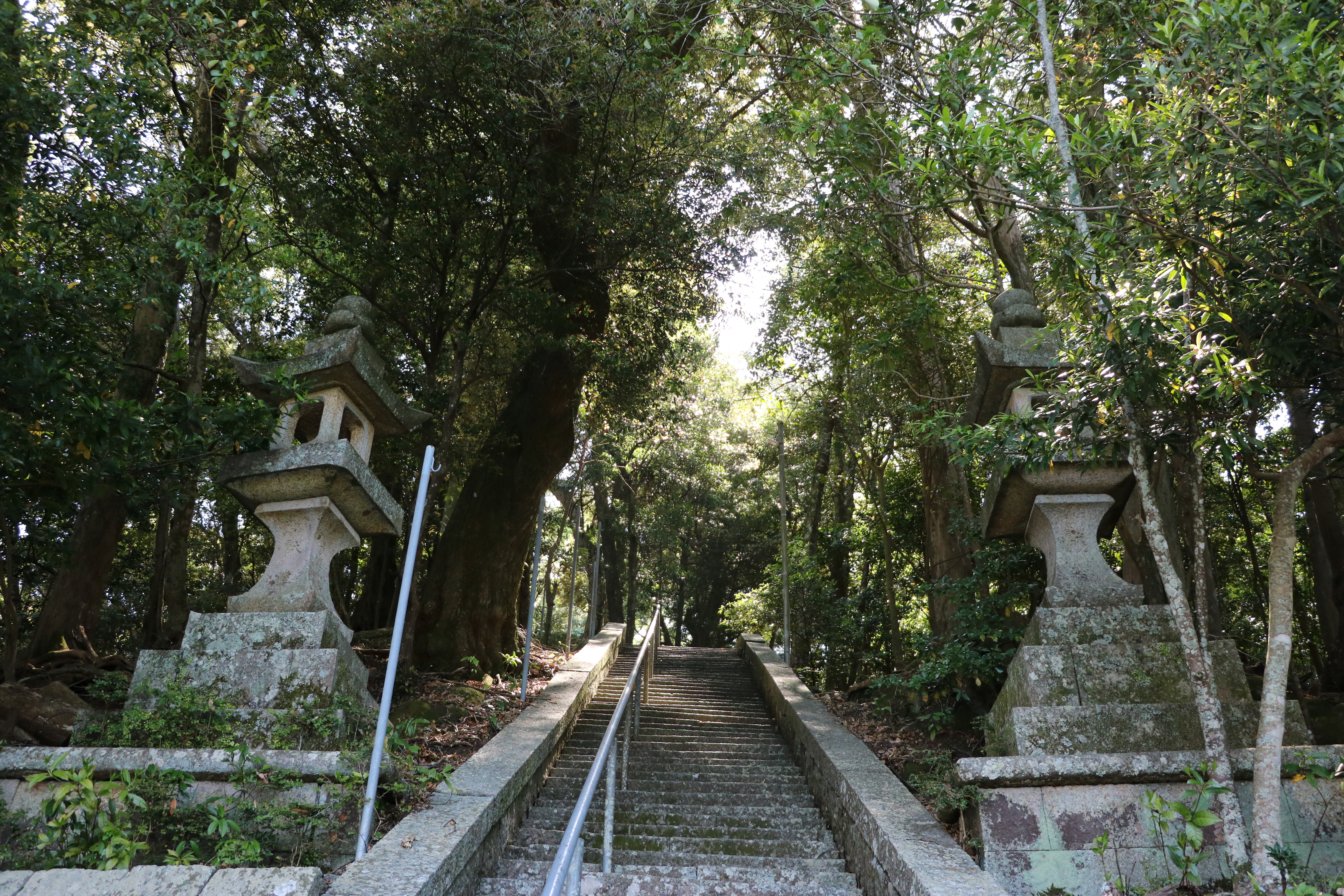
九木神社参道石段。両側に暖地性樹木が茂る。
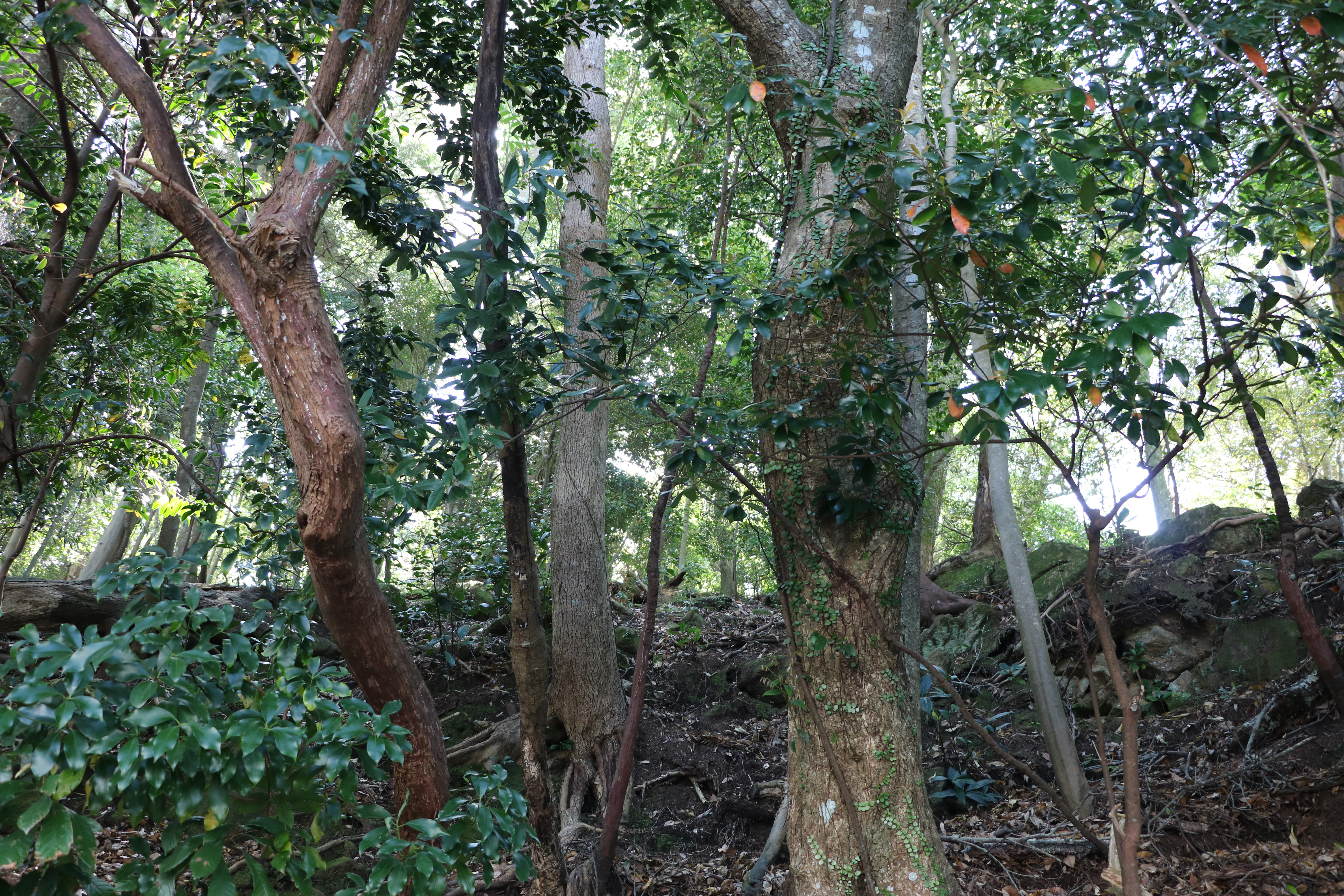
指定地内の樹叢。
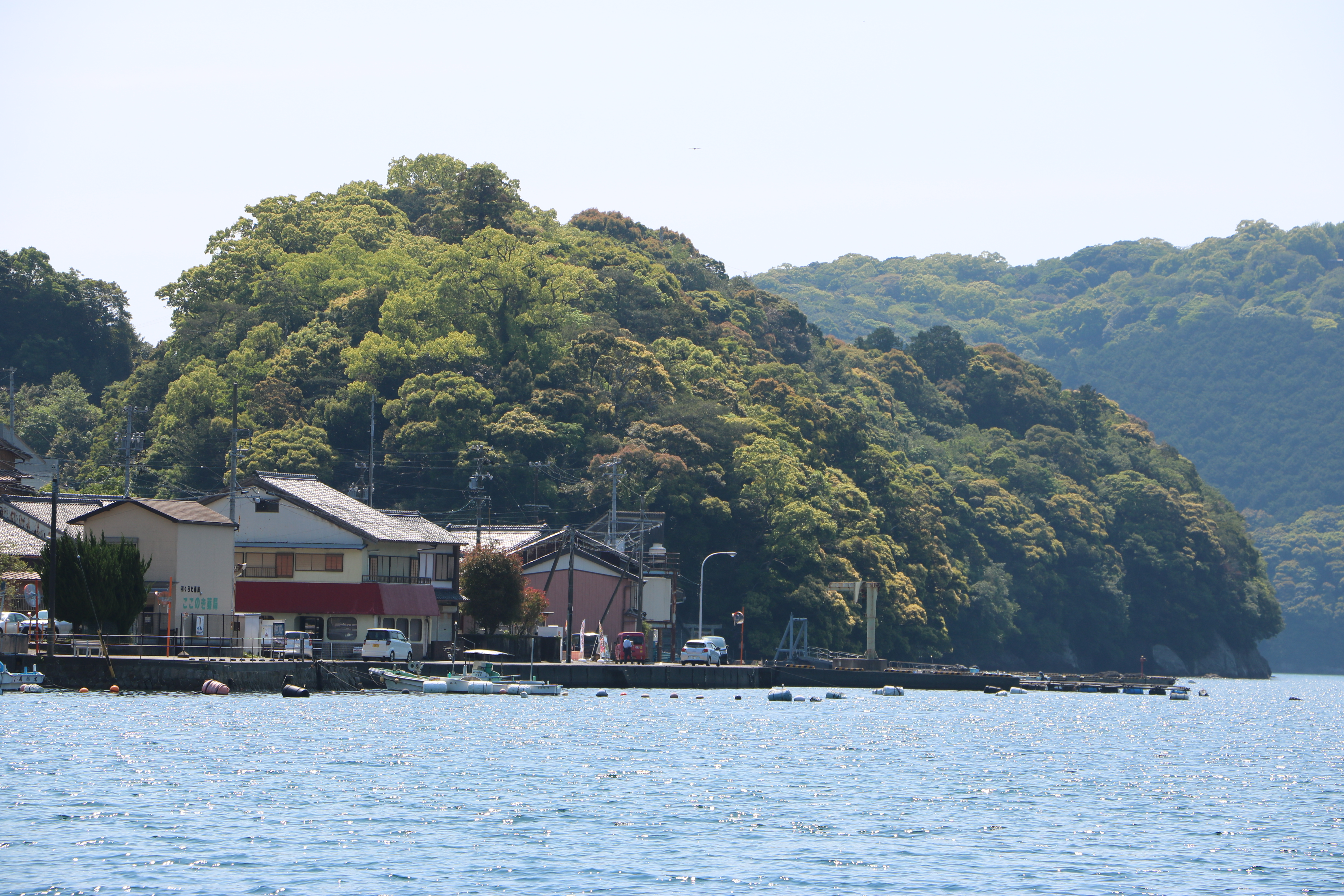
九鬼漁港越しに、西側から臨む九木神社樹叢の全景。

## 所在地
- 三重県尾鷲市九鬼町455[9]。

## 交通アクセス
- JR紀勢本線九鬼駅から車で5分[9]。
- 熊野尾鷲道路尾鷲北インターチェンジまたは三木里インターチェンジより国道311号経由三重県道574号九鬼港線終点、九木漁港駐車場。